# Оук-Айленд (Техас)
Оук-Айленд (англ. Oak Island) — переписна місцевість (CDP) в США, в окрузі Чемберс штату Техас. Населення — 371 особа (2020).

## Географія
Оук-Айленд розташований за координатами 29°39′46″ пн. ш. 94°41′17″ зх. д. / 29.66278° пн. ш. 94.68806° зх. д. (29.662867, -94.688093).  За даними Бюро перепису населення США в 2010 році переписна місцевість мала площу 3,11 км², уся площа — суходіл.

## Демографія
Згідно з переписом 2010 року, у переписній місцевості мешкали 363 особи в 126 домогосподарствах у складі 89 родин. Густота населення становила 117 осіб/км².  Було 171 помешкання (55/км²).
Расовий склад населення:
| - 65,0 % — білих - 17,6 % — азіатів - 1,4 % — чорних або афроамериканців - 13,2 % — осіб інших рас |

До двох чи більше рас належало 2,8 %. Частка іспаномовних становила 22,0 % від усіх жителів.
За віковим діапазоном населення розподілялося таким чином: 27,8 % — особи молодші 18 років, 62,3 % — особи у віці 18—64 років, 9,9 % — особи у віці 65 років та старші. Медіана віку мешканця становила 35,8 року. На 100 осіб жіночої статі у переписній місцевості припадало 109,8 чоловіків;  на 100 жінок у віці від 18 років та старших — 118,3 чоловіків також старших 18 років.
За межею бідності перебувало 50,4 % осіб, у тому числі 70,0 % дітей у віці до 18 років та 0,0 % осіб у віці 65 років та старших.
Цивільне працевлаштоване населення становило 93 особи. Основні галузі зайнятості: сільське господарство, лісництво, риболовля — 59,1 %, роздрібна торгівля — 26,9 %.